# Hvězdná brána: Třetí říše
Hvězdná brána: Třetí říše (v anglickém originále Stargate Origins) je americký sci-fi webový seriál z roku 2018, vydávaný na webové platformě Stargate Command. Vytvořen byl jako prequel celovečerního filmu Hvězdná brána z roku 1994 a televizního seriálu Hvězdná brána z let 1997–2007. Objednáno bylo deset dílů o desetiminutové délce. O několik měsíců později byl vydán sestřih celého seriálu v podobě 104minutového celovečerního filmu (Stargate Origins: Catherine). Ten měl v Česku premiéru 11. října 2019 na stanici Prima Cool.

## Příběh
Profesor Paul Langford objeví společně se svou dcerou Catherine v roce 1928 v poušti v egyptské Gíze záhadný kruh, který začne zkoumat. O deset let později zajme profesora nacistický důstojník Brücke, jenž studuje pro Hitlera okultismus a jenž disponuje určitými poznámkami o tomto předmětu. Kruh zprovozní a vytvoří průchod na jinou planetu, kam se Brücker se svými pomocníky a zajatým profesorem vydá. Catherine to vše sleduje a následně musí se svými přáteli, kapitánem Bealem a poručíkem Khanem, odhalit tajemství tzv. hvězdné brány, aby zachránila svého otce a zabránila nacistům najít spojence.

## Obsazení
- Ellie Gall jako Catherine Langford
- Connor Trinneer jako profesor Paul Langford, otec Catherine a objevitel hvězdné brány v Gíze
- Aylam Orian jako doktor Wilhelm Brücke, vysoce postavený nacistický důstojník a okultista
- Philip Alexander jako kapitán James Beal, britský důstojník působící v Egyptě
- Shvan Aladdin jako poručík Wasif Alabu Khan, rodilý Egypťan a britský důstojník

## Seznam dílů
| Č. v seriálu | Původní název | Režie                 | Scénář                               | Premiéra v USA |
| ------------ | ------------- | --------------------- | ------------------------------------ | -------------- |
| 1            | Episode 1     | Mercedes Bryce Morgan | Mark Ilvedson a Justin Michael Terry | 14. února 2018 |
| 2            | Episode 2     | Mercedes Bryce Morgan | Mark Ilvedson a Justin Michael Terry | 14. února 2018 |
| 3            | Episode 3     | Mercedes Bryce Morgan | Mark Ilvedson a Justin Michael Terry | 14. února 2018 |
| 4            | Episode 4     | Mercedes Bryce Morgan | Mark Ilvedson a Justin Michael Terry | 22. února 2018 |
| 5            | Episode 5     | Mercedes Bryce Morgan | Mark Ilvedson a Justin Michael Terry | 22. února 2018 |
| 6            | Episode 6     | Mercedes Bryce Morgan | Mark Ilvedson a Justin Michael Terry | 1. března 2018 |
| 7            | Episode 7     | Mercedes Bryce Morgan | Mark Ilvedson a Justin Michael Terry | 1. března 2018 |
| 8            | Episode 8     | Mercedes Bryce Morgan | Mark Ilvedson a Justin Michael Terry | 8. března 2018 |
| 9            | Episode 9     | Mercedes Bryce Morgan | Mark Ilvedson a Justin Michael Terry | 8. března 2018 |
| 10           | Episode 10    | Mercedes Bryce Morgan | Mark Ilvedson a Justin Michael Terry | 8. března 2018 |